# Козушин
Козушин (укр. Козушин) — река во Львовском и Стрыйском районах Львовской области, Украина. Левый приток Днестра (бассейн Чёрного моря).
Длина реки 13 км, площадь бассейна 40 км². Река типично равнинная. Долина преимущественно широкая, во многих местах заболочена. Русло слабоизвилистое, местами выпрямленное и обвалованное (в низовьях).
Берёт начало северо-западнее села Трудовое. Течёт сначала на юг, далее — преимущественно на юго-восток. Впадает в Днестр юго-западее села Малая Горожанна.
На реке расположены сёла Трудовое, Подлесье, Листвяный.